# Tangdanita
La tangdanita és un mineral de la classe dels fosfats. Rep el nom de la mina Tangdan, a la República Popular de la Xina, la seva localitat tipus. El nom originalment proposat, fuxiaotuïta, va acabar sent retirat, rebent així el nom actual. L'any 2014 la clinotirolita va ser desacreditada al demostrar-se ser idèntica a la tangdanita.

## Característiques
La tangdanita és un arsenat de fórmula química Ca₂Cu9(AsO₄)₄(SO₄)0.5(OH)9·9H₂O. Va ser aprovada com a espècie vàlida per l'Associació Mineralògica Internacional l'any 2012. Cristal·litza en el sistema monoclínic. La seva duresa a l'escala de Mohs es troba entre 2 i 2,5.
L'exemplar que va servir per a determinar l'espècie, el que es coneix com a material tipus, es troba conservat a les col·leccions del laboratori d'estructura cristal·lina de l'institut de recerca científica de la Universitat de Geociències de la Xina, a Beijing, amb el número de catàleg: td1.

## Formació i jaciments
Va ser descoberta a la mina Tangdan, situada al districte de Dongchuan, a Kunming (Yunnan, República Popular de la Xina), on es troba en forma de cristalls en forma d'escates, en agregats radiants o foliats. També ha estat descrita als Estats Units, Àustria, Espanya, França, la República Txeca, Alemanya, Itàlia i Eslovàquia. Als territoris de parla catalana ha estat descrita a la localitat de Vilafermosa, un municipi de la comarca de l'Alt Millars (País Valencià), i a la mina José Domingo, situada a la localitat de L'Argentera (Baix Camp).